# 池田右二
池田 右二（いけだ ゆうじ、1938年2月19日 - ）は、日本の外交官。駐ヨルダン特命全権大使、北海道担当特命全権大使、在ウィーン国際機関日本政府代表部特命全権大使、外務省参与等を歴任した。

## 人物・経歴
長野県出身。長野県松本深志高等学校を経て、1962年東京大学法学部卒業、外務省入省。在カナダ日本国大使館外交官補、
在ジュネーヴ国際機関日本政府代表部一等書記官等を経て、1978年外務大臣官房領事移住部領事第一課長。1980年外務省経済局国際機関第一課長。1982年在ホノルル日本国総領事館領事。
1983年在アメリカ合衆国日本国大使館参事官。1985年在ジュネーヴ国際機関日本政府代表部参事官。1989年在ジュネーヴ日本国総領事館総領事、在ジュネーヴ国際機関日本政府代表部特命全権公使。1990年外務大臣官房審議官兼国際連合局外務事務官。
同年外務大臣官房審議官兼内閣調査官、内閣官房内閣情報調査室次長。1992年駐ジョルダン特命全権大使。1995年特命全権大使（北海道担当、中東和平プロセス担当）。1996年在ウィーン国際機関日本政府代表部特命全権大使。2000年には外務省参与として核兵器の不拡散に関する条約運用検討会議日本政府代表を務めた。

## 親族
池田祐久は子で、その妻池田礼子は小和田恆の子であり、同じく小和田の子である皇后雅子も親族にあたる。